# Morena Uzkaja
Die Morena Uzkaja (englische Transkription von russisch Морена Узкая Morena Uskaja, deutsch ‚Schmale Moräne‘) ist eine Moräne im ostantarktischen Mac-Robertson-Land. In den Prince Charles Mountains liegt sie nordwestlich des Mount Stinear.
Russische Wissenschaftler benannten sie.